# Alycia Debnam-Carey

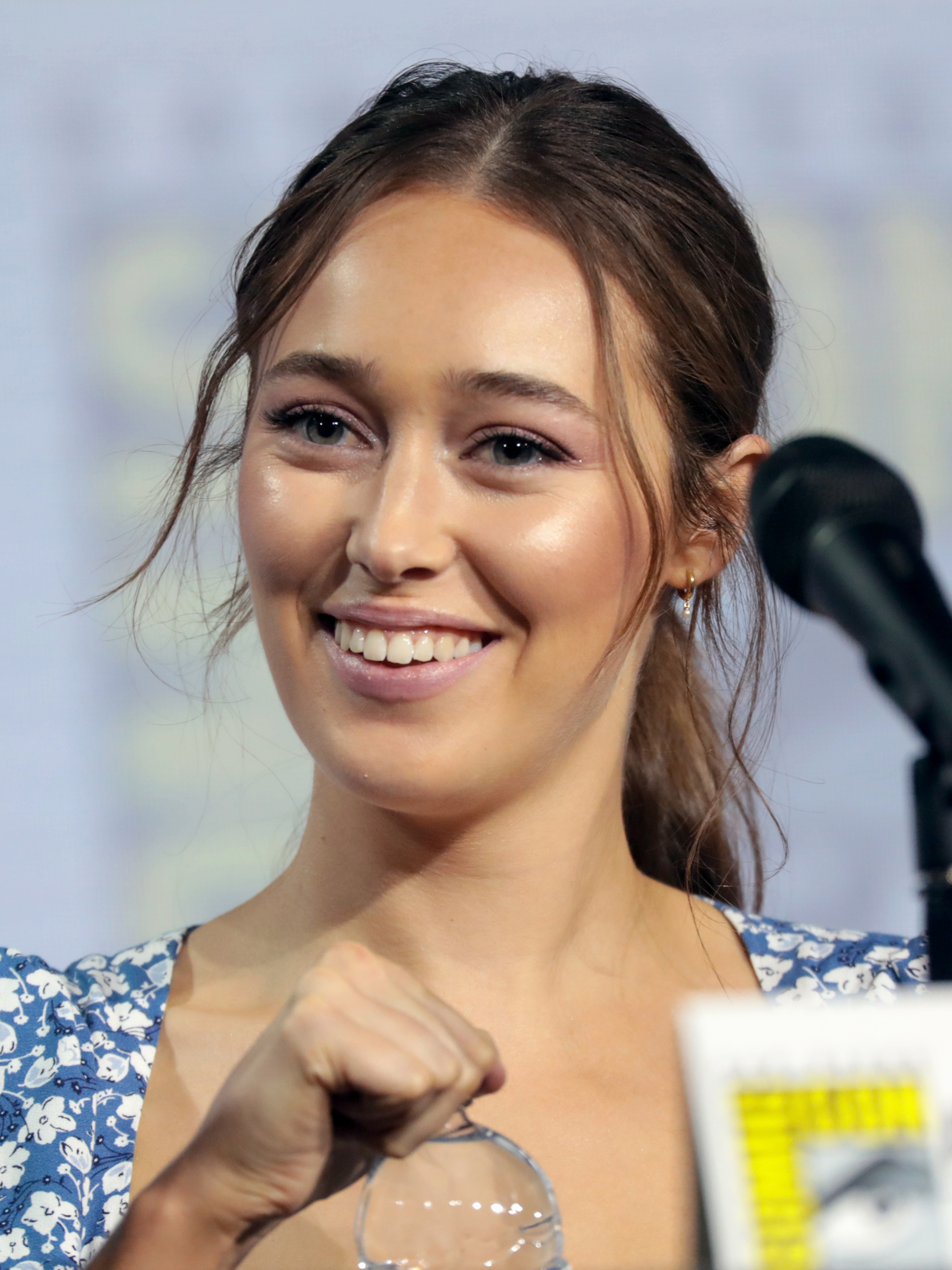
Alycia Debnam-Carey bei der Comic-Con in San Diego im Juli 2019

Alycia Jasmin Debnam-Carey (* 20. Juli 1993 in Sydney, New South Wales) ist eine australische Schauspielerin in Film und Fernsehen. Sie spielte in den Kinofilmen Storm Hunters, The Devil’s Hand und Unfriend. Außerdem wurde sie in der Rolle der Alicia in der AMC-Produktion Fear the Walking Dead besetzt und spielte die Rolle der Lexa in der SF-Serie The 100.

## Leben und Karriere
Alycia Jasmin Debnam-Carey begann ihre Schauspielkarriere als Jugendliche. Im Jahre 2003 gab sie ihr Spielfilmdebüt als Darstellerin in Rachel Wards Drama Martha’s New Coat. Neben ihrer Arbeit als Schauspielerin absolvierte Debnam-Carey 2011 die Newtown High School of the Performing Arts, an der sie das Fach Schlagzeug belegte. Bereits im Jahr zuvor, 2010, hatte sie in Partnerschaft mit den Berliner Philharmonikern und anderen Musikern bei einem zweiwöchigen musikalischen Programm zusammengearbeitet.
Im Jahr 2014 spielte sie im Kino an der Seite von Richard Armitage, Sarah Wayne Callies und Matt Walsh in dem Actionthriller Storm Hunters unter der Regie von Steven Quale. Im gleichen Jahr besetzte sie der dänische Regisseur Christian E. Christiansen für seinen Thriller The Devil’s Hand in der Rolle der Mary neben Schauspielern wie Rufus Sewell oder Thomas McDonell.
Seit 2006 spielt sie in verschiedenen Fernsehfilmen und Fernsehserien. Unter anderem spielte sie in den Serien McLeods Töchter, Dance Academy – Tanz deinen Traum! oder der US-amerikanischen Science-Fiction-Fernsehserie The 100. Von 2015 bis 2023 spielte sie die Alicia in der AMC-Produktion Fear the Walking Dead, einem Spin-off der Erfolgsserie The Walking Dead.

## Filmografie (Auswahl)

### Film
- 2003: Martha’s New Coat
- 2014: Storm Hunters (Into the Storm)
- 2014: The Devil’s Hand
- 2016: Unfriend (Friend Request)
- 2017: Liked
- 2019: A Violent Separation
- 2024: Zeig mir, wer du bist (It’s What’s Inside)

### Fernsehen
- 2006: McLeods Töchter (Episode 6x12)
- 2008: Dream Life (Film)
- 2010: Dance Academy – Tanz deinen Traum! (Dance Academy, Episode 1x06)
- 2014–2016, 2020: The 100 (17 Episoden)
- 2015–2023: Fear the Walking Dead (73 Episoden)
- 2023: Saint X (8 Episoden)
- 2023: Die verlorenen Blumen der Alice Hart (The Lost Flowers of Alice Hart, 7 Episoden)
- 2025: Apple Cider Vinegar (Fernsehserie)

### Kurzfilme
- 2008: Jigsaw Girl
- 2010: At the Tattooist
- 2011: The Branch
- 2023: Lovebug